# Magna charta libertatum
Magna carta libertatum (engl. The Great Charter, hrv. Velika povelja sloboda) povelja je koju je engleski kralj Ivan bez Zemlje prihvatio 15. lipnja 1215. primoran oružjem engleskog plemstva.
Mir koji je engleski kralj Ivan Bez Zemlje sklopio s papom Inocentom III. prema kojem je Engleska postala papin feud, a engleski kralj njegov vazal, porazi koje je Ivan doživljavao u Francuskoj, izgubivši sve svoje posjede, te grubi način njegove vladavine, potakli su englesko plemstvo na ustanak na kraju kojeg je Ivan bio prisiljen sklopivši Veliku povelju sloboda, prihvatiti uvjete koji su ograničavali njegovu moć, davali određene povlastice plemstvu, a slobodni ljudi su dobili određena jamstva protiv samovoljnih kraljevskih postupaka. Velika povelja sloboda potvrđivala je važnost principa dovođenja kraljeve vlasti u okvire zakona. Povelja ima formu dvostranog ugovora između kralja i plemstva. U njoj je plemstvo bilo osigurano od nametanja novih poreznih davanja tako što je Općem vijeću dana ovlast uvođenja novih poreza, Crkva je stekla slobodu izbora novih biskupa, a podanicima je bilo zajamčeno da će jedino po odluci porotnog suda biti uhićeni i kažnjavani. 
Smatra se prvim pisanim ustavnim zakonom Engleske (i uopće prvim pisanim ustavnim aktom u svijetu) pogotovo iz razloga što su ustanak plemstva i sklapanje Povelje podržali i drugi slojevi naroda. Također se smatra dokumentom koji jamči građanska prava i vladavinu zakona. 
Ivan nije nikada istinski prihvatio Povelju, a tome u prilog govori i to da je on nikada nije potpisao nego samo ovjerio svojim pečatom. Nepoštivanje Povelje od strane kralja kao i papino proglašenje Povelje ništavnom, doveli su Englesku do građanskog rata (Prvi baronski rat).

## Vanjske poveznice
- LZMK / Hrvatski obiteljski leksikon: Magna Charta  Arhivirana inačica izvorne stranice od 16. veljače 2016. (Wayback Machine)